# Tony Hatch

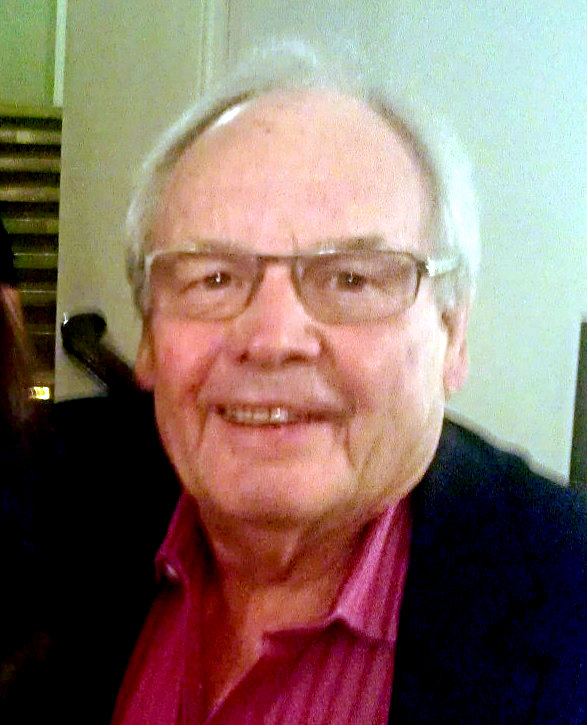
Tony Hatch, 2013.

Anthony Peter "Tony" Hatch, född 30 juni 1939 i Pinner i Harrow, London, är en brittisk kompositör, låtskrivare, arrangör och producent. Han började sin karriär på Rank Organisations skivbolag Top Rank på 1950-talet. Därefter började han arbeta på Pye Records där han under 1960-talets andra hälft fick sina största framgångar med låtar skrivna åt Petula Clark. Hatch står som upphovsman till hitlåtar med Clark som "Downtown" (1964), "I Know a Place" (1965), "My Love" (1966) och "Don't Sleep in the Subway" (1967). Han producerade också många av bolagets artister så som The Searchers, Jimmy Justice och Emile Ford.
Från 1967 fram till 2002 var han gift med låtskrivaren och sångaren Jackie Trent, med vilken han också samskrev flera låtar. Bland annat skrev de låten "Joanna" till Scott Walker.